# جوديكاتو دي أربوريا
حكم أربوريا (بالإيطالية: Giudicato di Arborea)‏, بالسردينية:Giuigadu de Arborea) كانت واحدة من أربع قضاءات مستقلة تم تقسيم جزيرة سردينيا في العصور الوسطى المتوسطة وتقع بين لوجودرو إلى الشمال والشرق، وكالياري إلى الجنوب والشرق، والبحر المتوسط في الغرب، وإلى الشمال الغربي، يقع خارج Logudoro GALLURA. تغلب اربوريا جيرانها، بقيت على قيد الحياة في القرن الخامس عشر. وكان أقرب مقعد قضائي معروف باسم ثاروس (Tarra).

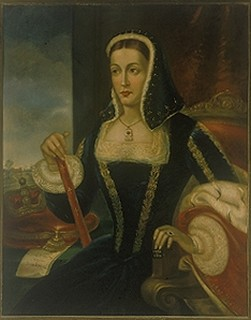
أول قاضية في سردينيا